# ستيفن لانجتون
ستيفن لانجتون (بالإنجليزية: Steven Langton)‏ هو متزلج جماعي أمريكي، ولد في 15 أبريل 1983 في ميلروز في الولايات المتحدة.

## وصلات خارجية
- ستيفن لانجتون على موقع الاتحاد الدولي لألعاب القوى (الإنجليزية)
- ستيفن لانجتون على موقع IBSF (الإنجليزية)
- ستيفن لانجتون على موقع اللجنة الأولمبية الدولية (الإنجليزية)
- ستيفن لانجتون على موقع أوليمبيديا (الإنجليزية)
- ستيفن لانجتون على موقع اللجنة الأولمبية والبارالمبية الأمريكية (الإنجليزية)